# Карналіївська сільська рада
Карналі́ївська сільська́ ра́да — колишня адміністративно-територіальна одиниця та орган місцевого самоврядування в Білгород-Дністровському районі Одеської області. Адміністративний центр — село Карналіївка.

## Загальні відомості
Карналіївська сільська рада утворена в 1965 році.
- Територія ради: 44,58 км²
- Населення ради: 811 особа (станом на 2001 рік)

## Населені пункти
Сільській раді були підпорядковані населені пункти:
- с. Карналіївка

## Населення
Згідно з переписом 1989 року населення сільської ради становило 1498 осіб, з яких 722 чоловіки та 776 жінок.
За переписом населення 2001 року в сільській раді мешкало 799 осіб.

### Мова
Розподіл населення за рідною мовою за даними перепису 2001 року:
| Мова       | Відсоток |
| ---------- | -------- |
| українська | 87,18 %  |
| російська  | 5,92 %   |
| гагаузька  | 4,19 %   |
| молдовська | 1,73 %   |
| білоруська | 0,37 %   |
| болгарська | 0,37 %   |
| циганська  | 0,25 %   |

## Склад ради
Рада складалася з 14 депутатів та голови.
- Голова ради:
- Секретар ради: Коргожа Валентина Тимофіївна

### Керівний склад попередніх скликань
| Прізвище, ім'я, по батькові | Основні відомості                                                                     | Дата обрання | Дата звільнення |
| --------------------------- | ------------------------------------------------------------------------------------- | ------------ | --------------- |
| Гинжул Олександр Федорович  | Сільський голова, 1948 року народження, член Всеукраїнського об'єднання «Батьківщина» | 26.03.2006   | 31.10.2010      |

Примітка: таблиця складена за даними сайту Верховної Ради України

### Депутати
За результатами місцевих виборів 2010 року депутатами ради стали:

#### За суб'єктами висування
| Суб'єкт висування | Кількість обраних депутатів | %    |
| ----------------- | --------------------------- | ---- |
| Народна партія    | 5                           | 35,7 |
| Партія регіонів   | 5                           | 35,7 |
| Самовисування     | 4                           | 28,6 |

#### За округами
| № округу        | Прізвище, ім'я, по батькові  | Дата визнання обраним | Освіта             | Партійна приналежність | Відомості про обраного депутата                        |
| --------------- | ---------------------------- | --------------------- | ------------------ | ---------------------- | ------------------------------------------------------ |
| Народна Партія  |                              |                       |                    |                        |                                                        |
| 2               | Плангев Юрій Іванович        | 01.11.2010            | вища               | член Народної партії   | винзавод, охоронець                                    |
| 6               | Дробот Галина Олексіївна     | 01.11.2010            | вища               | член Народної партії   | Карналіївська загальноосвітня школа І-ІІ ст., вчитель  |
| 9               | Коргожа Валентина Тимофіївна | 01.11.2010            | вища               | член Народної партії   | Карналіївська сільська рада, секретар                  |
| 13              | Грузін Олександр Вікторович  | 01.11.2010            | вища               | член Народної партії   | тимчасово не працює                                    |
| 14              | Польжок Петро Федорович      | 01.11.2010            | вища               | член Народної партії   | СК «Маяк», водій                                       |
| Партія регіонів |                              |                       |                    |                        |                                                        |
| 4               | Арнаут Георгій Васильович    | 01.11.2010            | середня спеціальна | член Партії регіонів   | СК «Маяк», водій                                       |
| 5               | Єфанова Алла Анатоліївна     | 01.11.2010            | вища               | член Партії регіонів   | СК «Маяк», завгосп                                     |
| 8               | Подуст Ігор Іванович         | 01.11.2010            | вища               | член Партії регіонів   | СК «Маяк», агроном                                     |
| 10              | Шпура Аліна Юріївна          | 01.11.2010            | вища               | член Партії регіонів   | СК «Маяк», бухгалтер                                   |
| 11              | Щербина Павло Петрович       | 01.11.2010            | середня спеціальна | член Партії регіонів   | СК «Маяк», завідувач току                              |
| Самовисування   |                              |                       |                    |                        |                                                        |
| 1               | Бойчук Гаврило Іванович      | 01.11.2010            | вища               | позапартійний          | тимчасово не працює                                    |
| 3               | Гербей Валентина Семенівна   | 01.11.2010            | вища               | позапартійна           | Карналіївська загальноосвітня школа І-ІІ ст., директор |
| 7               | Степанов Сергій Миколайович  | 01.11.2010            | вища               | позапартійний          | приватний підприємець                                  |
| 12              | Папазогло Алла Дмитрівна     | 01.11.2010            | вища               | позапартійна           | Андріївська сільська рада, землевпорядник              |